# Daniela Uribe
Brenda Daniela Uribe Soriano (Lima, 11 de diciembre de 1993) es una voleibolista peruana que juega como opuesta y que forma parte de la Selección femenina de voleibol del Perú. Ha representado a su país en los Juegos Olímpicos de la Juventud 2010, donde ayudó a su equipo a ganar la medalla de bronce. En la actualidad es parte de la preselección de mayores.

## Carrera

### 2009
Dani debutó en el Deportivo Alianza Club en Lima, Perú. Participó con su equipo de menores en el Campeonato Mundial de Voleibol Femenino Sub-18 de 2009 que se celebró en el Tailandia, donde la escuadra peruana terminó en sexto lugar.

### 2010: Bronce Olímpico Juvenil
Debutó internacionalmente con su equipo Sub-20 de Voleibol en el Campeonato Sudamericano de Voleibol Femenino Sub-20 ganando la medalla de plata. Su equipo también ganó la medalla de bronce en los Juegos Olímpicos de la Juventud.

### 2011: Oro Copa Panamericana
Daniela jugó con su equipo nacional juvenil en la Copa Panamericana de Voleibol Femenino Sub-20, celebrada en su país, Perú. Su equipo ganó la medalla de oro y Daniela fue premiada como MVP del torneo (premio a la jugadora más valiosa), también ganó el premio a "Mejor Atacante".
Perú conquistó la primera Copa Panamericana Juvenil tras superar por tres sets a uno a República Dominicana.Con marcadores de 18-25, 29-27, 25-20 y 25-17, el conjunto patrio obtuvo una muy celebrada victoria en el coliseo Miguel Grau del Callao.En el primer set, el conjunto dominicano fue muy superior, y gracias a su contundencia en ataque se llevó rápidamente el parcial de 18-25, dejando mudos a los miles de espectadores que fueron al coloso porteño. Con el marcador en contra, las chicas de Natalia Málaga sacaron la garra y sobre la base de un gran juego colectivo, igualó el juego y tras luchas hasta el último punto equiparó el marcador tras quedarse con el segundo set por 29-27. A partir de ese momento, Perú mejoró en todos los aspectos y fue muy superior a su rival, quedándose con los dos siguientes sets por 25-20 y 25-17, para ganar el partido por 3-1.En su camino al título, la selección peruana ganó los cinco partidos que jugó, perdiendo solo dos sets: El Salvador (3-0), Venezuela (3-0), México (3-0), Cuba (3-1) y República Dominicana (3-1).

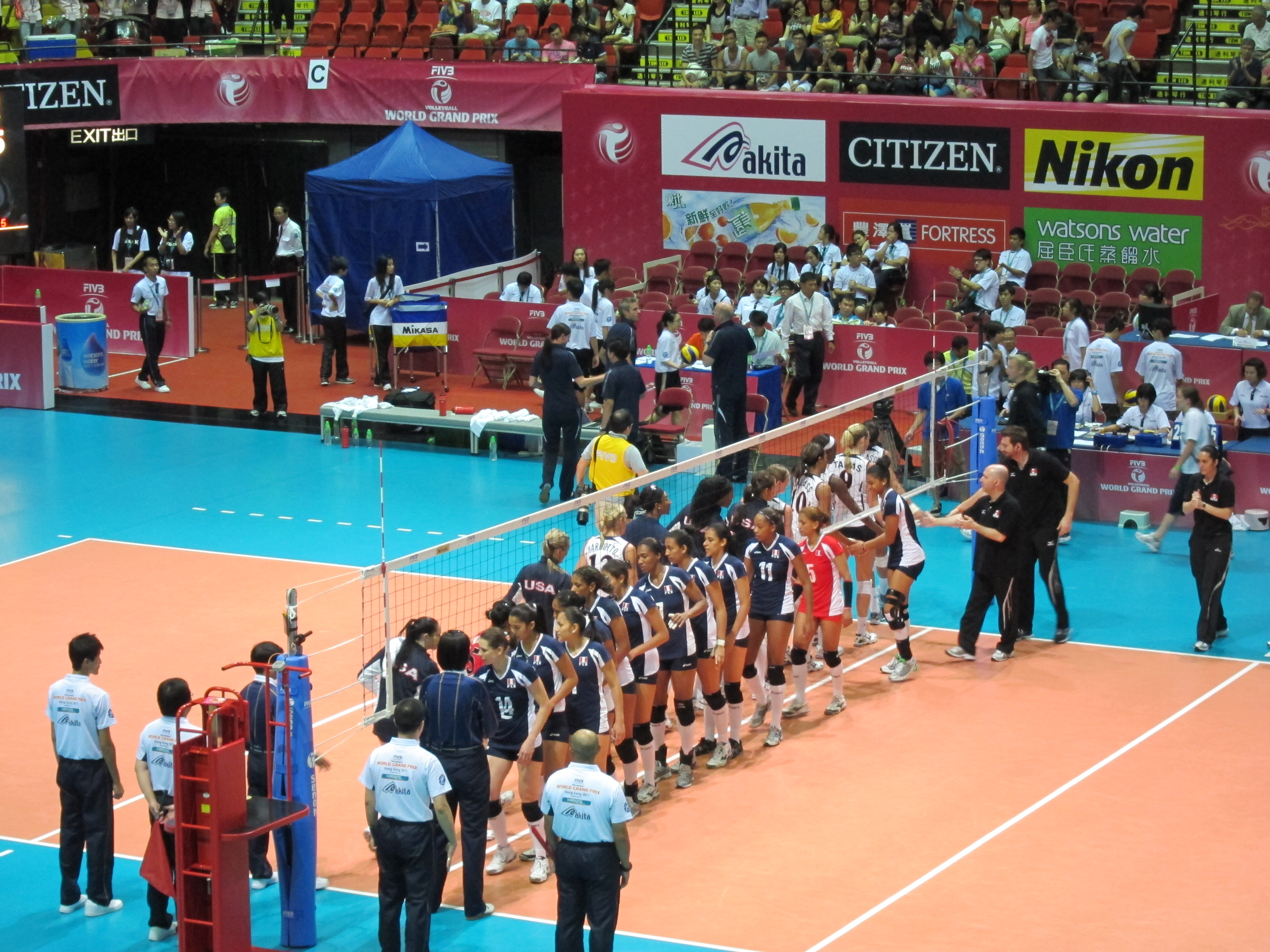
Daniela parte del equipo peruano en el World Grand Prix 2011

También participó con su equipo en el Mundial Juvenil Perú 2011 que se celebró en el Perú, su equipo terminó en sexto lugar.
Justo después del Campeonato Mundial, Daniela se unió al equipo de mayores para el Grand Prix y debutó con la selección de mayores en el primer partido de Perú contra Tailandia.
Daniela firmó contrato con el club Alianza Lima después de regresar del Grand Prix. Es capitana de la selección Sub-20 del club y ganó la medalla de plata con su equipo en el Campeonato Nacional de Voleibol.

## Clubes
| Club                   | País | Año       |
| ---------------------- | ---- | --------- |
| Deportivo Alianza      | Perú | 2009-2011 |
| Alianza Lima           | Perú | 2011-2013 |
| Universidad San Martín | Perú | 2013-2015 |
| Deportivo Jaamsa       | Perú | 2015-2016 |
| Alianza Lima           | Perú | 2016-2022 |
| Rebaza Acosta          | Perú | 2022-2023 |
| Latino Amisa           | Perú | 2023-?    |

## Resultados

### Premios Individuales
- "Mejor Ataque" del Sudamericano Juvenil Colombia 2010
- "MVP" de la Copa Panamericana Juvenil Perú 2011
- "Mejor Atacante" de la Copa Panamericana Juvenil Perú 2011
- "Mejor Anotadora" de la Liga Nacional Superior 2012

### Selección nacional

#### Categoría Mayores
- 2009:  "Campeona", Juegos Bolivarianos Sucre 2009
- 2010:  "Tercera", Juegos Suramericanos ODESUR Medellín 2010
- 2011: 16.º lugar World Grand Prix China 2011
- 2011:  "Tercera", Sudamericano Perú 2011
- 2012: 7.º lugar Copa Panamericana México 2012

#### Categoría Sub-23
- 2012: 4.º lugar Copa Panamericana Perú 2012

#### Categoría Sub-20
- 2008:  "Tercera", Sudamericano Juvenil Perú 2008
- 2010:  "Subcampeona", Sudamericano Juvenil Colombia 2010
- 2010:  "Tercera", Juegos Olímpicos de la Juventud Singapur 2010
- 2011:  "Campeona", Copa Panamericana Juvenil Perú 2011
- 2011: 6.º lugar Mundial Juvenil Perú 2011

#### Categoría Sub-18
- 2008:  "Subcampeona", Sudamericano Menores Perú 2008
- 2009: 6.º lugar Mundial Menores Tailandia 2009

### Clubes
- 2011:"Sub-Campeón", Liga Nacional Juvenil de Voleibol con Alianza Lima
- 2011: 4.º lugar, Liga Nacional Superior Temporada 2011/2012 con Alianza Lima